# Lista de direitos de transmissão da Liga dos Campeões da UEFA
Esta é uma lista de empresas de radiodifusão televisiva que cobrem a UEFA Champions League, a competição continental de alto nível do futebol europeu, bem como a Supercopa Europeia. 
A UEFA vende os direitos de transmissão em um pacote de três temporadas e vários pacotes estão disponíveis para os licitantes, com o balanceamento da UEFA entre o serviço televisivo gratuito e o serviço televisivo pago do acordo com a UEFA e a União Europeia. Enquanto se equilibra entre a televisão gratuita e a televisão paga, se os direitos não forem vendidos nas "janelas de vendas", os direitos podem ser vendidos em um pacote individual aos radiodifusores de televisão com pagamento por visualização. 
A final de 2010 atraiu uma audiência de 109 milhões de pessoas em todo o mundo, um número recorde para a competição, e substituiu o Super Bowl como o evento esportivo anual mais assistido. 

## Direitos de Transmissão

### Temporadas de 2018-2021
1. ↑  ERT will only broadcast the final